# Enbuskstövslända
Enbuskstövslända (Valenzuela piceus) är en insektsart som först beskrevs av Hermann Julius Kolbe 1882.  Enbuskstövslända ingår i släktet Valenzuela, och familjen fransvingestövsländor. Arten är reproducerande i Sverige.